# Courvaudon
Courvaudon é uma comuna francesa na região administrativa da Normandia, no departamento Calvados. Estende-se por uma área de 9,52 km². Em 2010 a comuna tinha 252 habitantes (densidade: 26,5 hab./km²).